# Paul Mazurkiewicz
Paul Mazurkiewicz (Akron, 8 settembre 1968) è un batterista statunitense e milita nella death metal band Cannibal Corpse.
È inoltre l'unico membro rimasto dalla formazione originaria insieme ad Alex Webster.

## Biografia
Paul era originariamente nella band Tirant Sin, insieme ai futuri membri dei Cannibal Corpse Chris Barnes e Bob Rusay. Lui, Barnes e Rusay si incontrarono con Alex Webster e Jack Owen nel 1988, e formarono i Cannibal Corpse.
Oltre ad essere il batterista della band, Paul è un compositore e scrittore primario del gruppo, e i suoi testi sono conosciuti per essere i più complicati del gruppo, come visto nelle canzoni "Dead Human Collection," "Frantic Disembowelment," "Monolith," e "Worm Infested".

## Influenze
Paul Mazurkiewicz cita come maggiori influenze musicali: Dave Lombardo - Slayer, Jan Axel Blomberg (Hellhammer) - Mayhem, Sean Reinert - Cynic (ex-Death).

## Equipaggiamento
Mazurkiewicz è endorser ddrum, Zildjian, Regal Tip e Czarcie Kopyto.
Fusti
- ddrum USA Standard Red Satin, Black Nickel Hardware
  - Grancassa: 22"x20" (x2)
  - Tom: 10"x9"
  - Tom: 12"x10"
  - Tom: 14"x11"
  - Timpano: 16"x16"
  - Rullante: Vintone Nickel Over Brass 14"x5"

Hardware
- Drum Workshop
  - Asta hi-hat DW 9000
- Czarcie Kopyto
  - Pedale Monolit (x2)

Bacchette
- Regal Tip
  - Speed-Ex

Piatti
- Zildjian
  - A Custom Hi-Hats 14"
  - A Heavy Crash 17"
  - A Custom Projection Crash 18" (x2)
  - A Mega Bell Ride 21"
  - A Custom China 20"

## Discografia

### Con i Cannibal Corpse
- 1989 – Cannibal Corpse (EP)
- 1990 – Eaten Back to Life
- 1991 – Butchered at Birth
- 1992 – Tomb of the Mutilated
- 1993 – Hammer Smashed Face (EP)
- 1994 – The Bleeding
- 1996 – Vile
- 1998 – Gallery of Suicide
- 1999 – Bloodthirst
- 2000 – Live Cannibalism (album dal vivo)
- 2002 – Gore Obsessed
- 2002 – Worm Infested (EP)
- 2004 – The Wretched Spawn
- 2006 – Kill
- 2009 – Evisceration Plague
- 2011 – Global Evisceration (album dal vivo)
- 2012 – Torture
- 2013 – Torturing and Eviscerating Live (album dal vivo)
- 2014 – A Skeletal Domain
- 2017 – Red Before Black
- 2021 – Violence Unimagined

### Con i Tirant Sin
- 1987 – Desecration of the Graves (demo)
- 1987 – Chaotic Destruction (demo)
- 1988 – Mutant Supremacy (demo)

### Partecipazioni
- 1996 – Artisti Vari – Guitars That Rule The World Vol. 2: Smell The Fuzz/The Superstar Guitar Album (batteria nel brano "Explosion" con gli Unheard Of featuring The Death Metal Summit)